# Sonate K. 538
La sonate K. 538 (F.482/L.254) en sol majeur est une œuvre pour clavier du compositeur italien Domenico Scarlatti.

## Présentation
La sonate K. 538, en sol majeur, notée Allegretto, forme une paire avec la sonate suivante. Elle est portée par deux cellules rythmiques :

## Manuscrits
Le manuscrit principal est le numéro 25 du volume XIII (Ms. 9784) de Venise (1757), copié pour Maria Barbara ; les autres sont Parme XV 25 (Ms. A. G. 31420), Münster (D-MÜp) I 73 (Sant Hs 3964) et Vienne D 23 (VII 28011 D). Une copie figure à la Morgan Library, manuscrit Cary 703 no 67,.

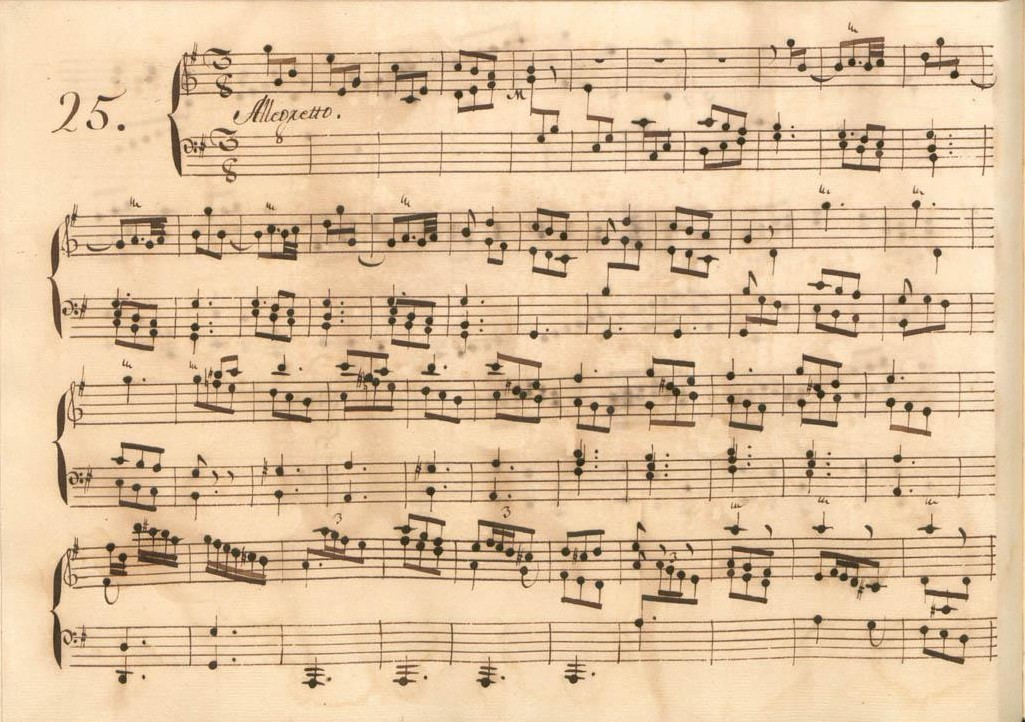
Parme XV 25.
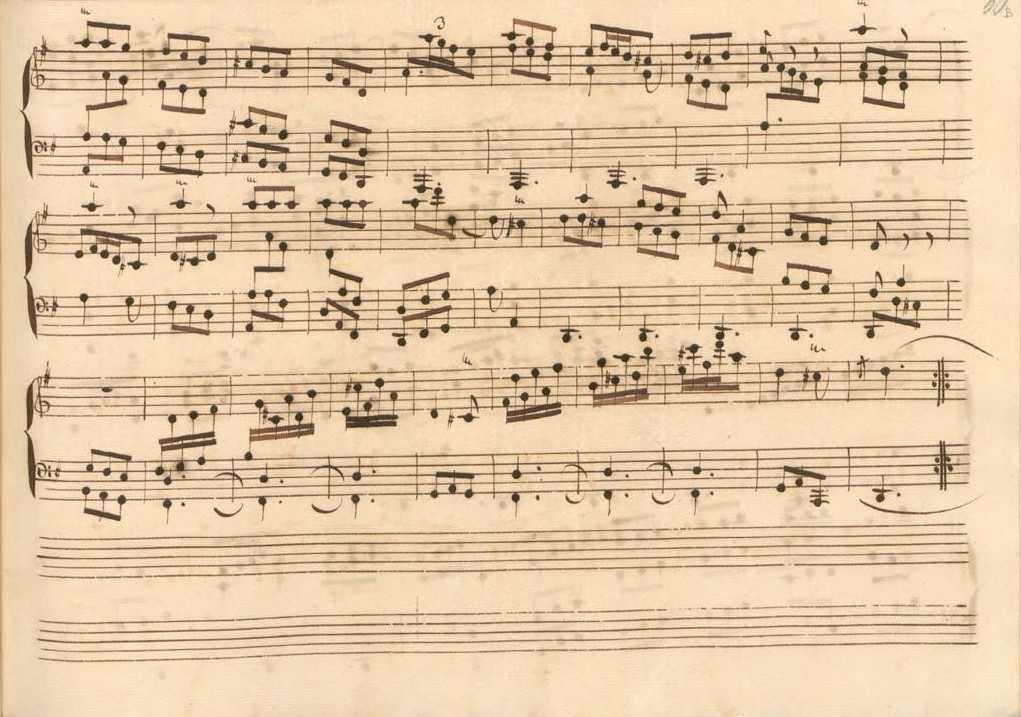
Parme XV 25 (fin de la première section).
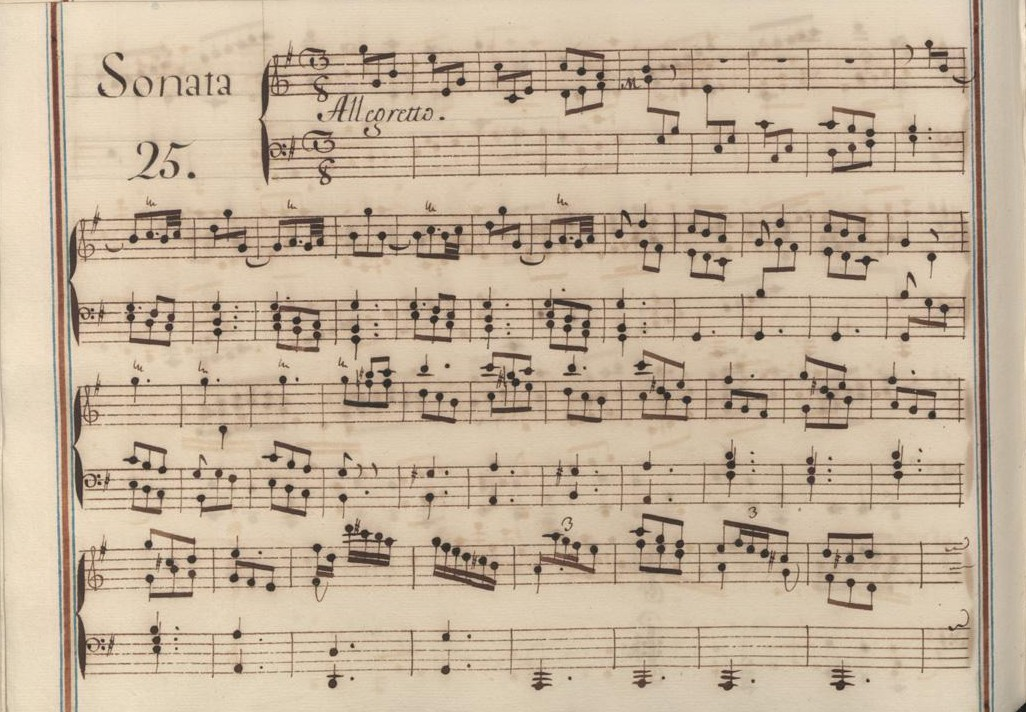
Venise XIII 25.
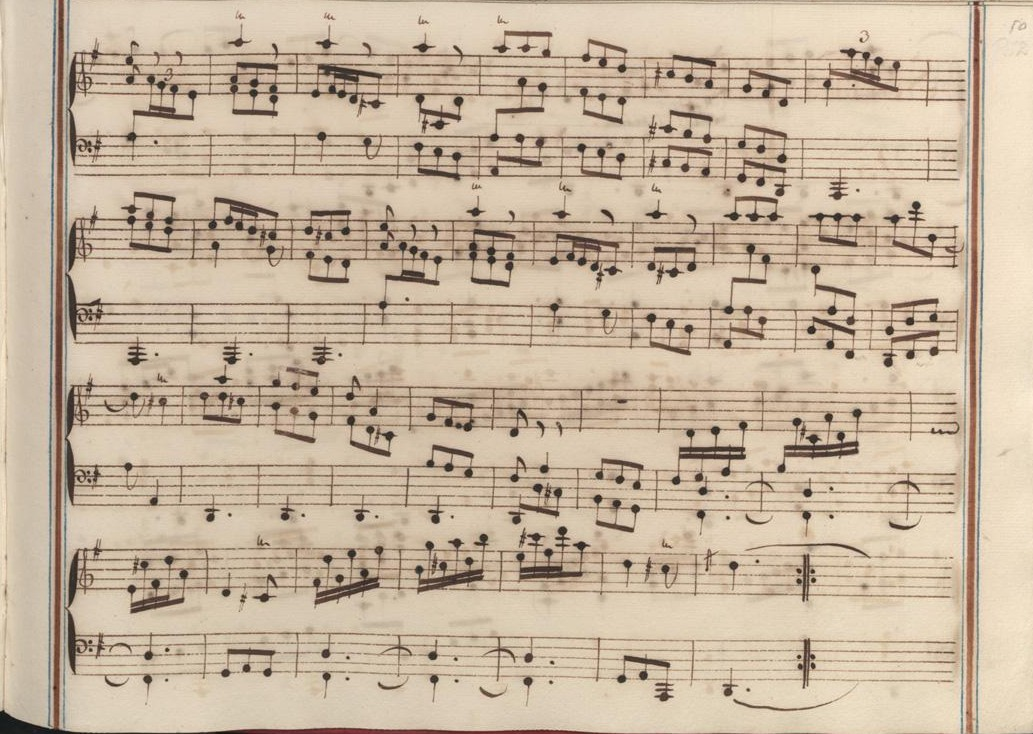
Venise XIII 25 (fin de la première section).
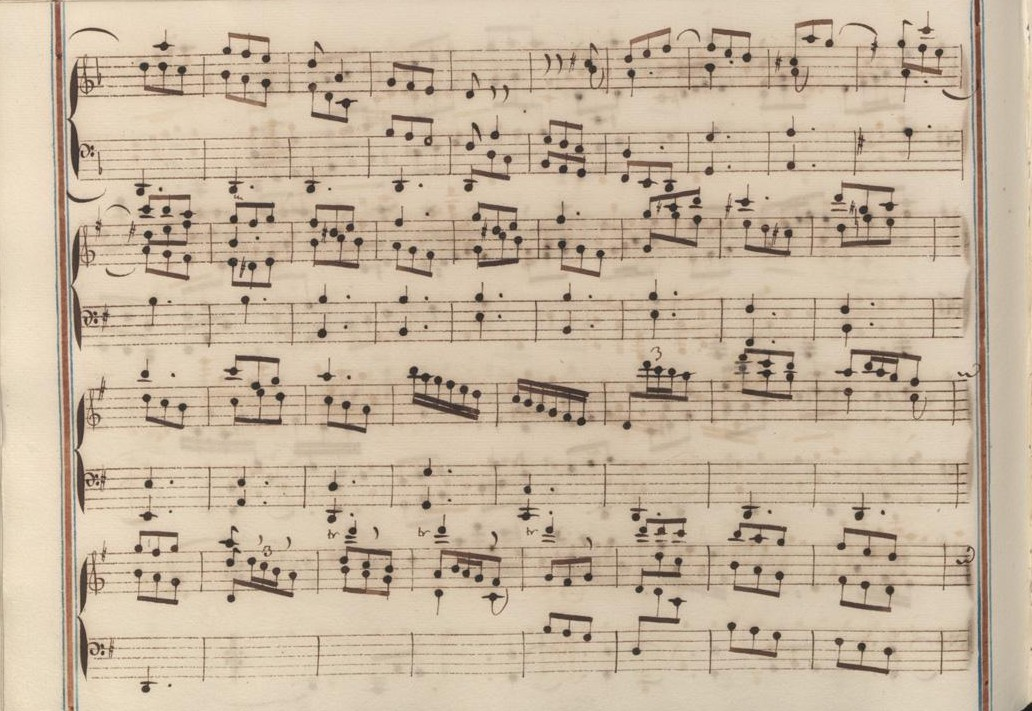
Venise XIII 25 (début de la seconde section).
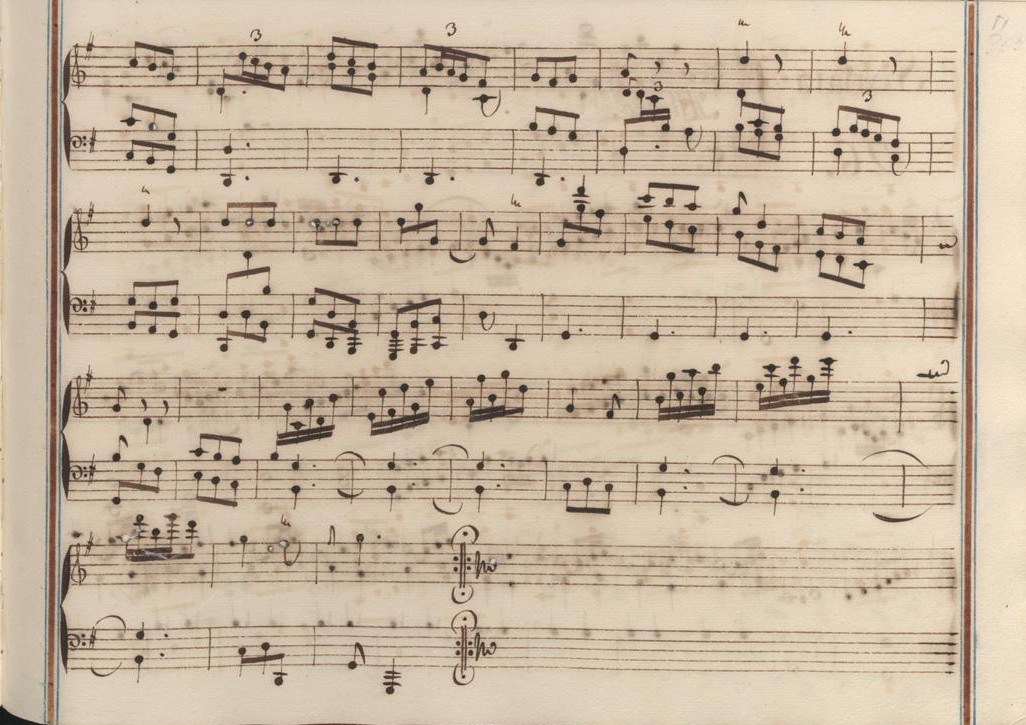
Venise XIII 25 (fin de la sonate).

## Interprètes
La sonate K. 538 est défendue au piano par Pascal Pascaleff (2020, Naxos, vol. 25) ; et au clavecin notamment par Luciano Sgrizzi (1980, Erato), Scott Ross (1985, Erato), Colin Tilney (2000, Dorian/Sono Luminus), Richard Lester (2004, Nimbus, vol. 4) et Pieter-Jan Belder (Brilliant Classics, vol. 12).

## Sources
: document utilisé comme source pour la rédaction de cet article.
- Ralph Kirkpatrick (trad. de l'anglais par Dennis Collins), Domenico Scarlatti, Paris, Lattès, coll. « Musique et Musiciens », 1982 (1re éd. 1953 (en)), 493 p. (ISBN 978-2-7096-0118-4, OCLC 954954205, BNF 34689181).
- Alain de Chambure, « Domenico Scarlatti, Intégrale des sonates — Scott Ross », Erato/Éditions Costallat (2564-62092-2 (livret : 2292-45309-2)), 1985 (OCLC 891183737) .
- (es) Celestino Yáñez Navarro (thèse), Nuevas aportaciones para el estudio de las sonatas de Domenico Scarlatti. Los manuscritos del Archivo de Música de las Catedrales de Zaragoza, Université autonome de Barcelone, 2016 (lire en ligne)